# ترک الکل
ترک الکل یا سم‌زدایی الکل به ترک ناگهانی الکل در افرادی گفته می‌شود که اعتیاد به الکل دارند این فرایند معمولاً با جایگزینی مواد مخدر یا داروهایی که اثری همانند الکل دارند همراه می‌شود تا مانع از ایجاد سندرم ترک الکل در فرد شود. البته عبارت سم‌زدایی، لزوماً نامگذاری درستی نیست چون سم‌زدایی همیشه اتفاق نمی‌افتد و این بستگی به سن فرد، وضعیت جسمی او و پیشینهٔ مصرف الکل در او دارد. برای نمونه یک فرد جوان که مست کردن‌های مقطعی دارد و یک هفته پس از آخرین مستی اش به دنبال درمان است نیازی به سم‌زدایی پیش از درمان مصرف نادرست الکل ندارد.

## رویدادهای پس از ترک
ناهنجاری‌هایی که ترک الکل روی فرد دارد بسته به میزان وابستگی او می‌تواند متوسط تا شدید باشد. ناهنجاری‌های رفتاری مانند اضطراب، بی‌قراری و واکنش غیرطبیعی به محرک ها؛ ناهنجاری‌های عصبی مانند لرزش، افزایش احتمال حمله صرع و توهم و ناهنجاری‌های جسمی مانند تغییر در تپش قلب، دمای بدن، فشار خون و تهوع است. این ناهنجاری‌ها معمولاً بین ۶ تا ۲۴ ساعت پس از ترک الکل پدید می‌آیند. در موردهای شدیدتر احتمالاً فرد دچار هذیان گویی می‌شود که در این حالت احتمال مرگ وجود دارد و باید فرد بی درنگ مراقبت‌های پزشکی دریافت کند.

## منبع
1. ↑  Bayard, Max (2004). "Alcohol Withdrawal Syndrome". American Family Physician. 69 (6): 1443–50. PMID 15053409.